# 1373
| 1373               |
| ------------------ |
| Dødsfald - Fødsler |
|                    |

| Gregoriansk kalender | 1373 MCCCLXXIII         |
| Ab urbe condita      | 2126                    |
| Armensk kalender     | 822 ԹՎ ՊԻԲ              |
| Kinesiske kalender   | 4069 – 4070 壬子 – 癸丑 |
| Etiopisk kalender    | 1365 – 1366             |
| Jødisk kalender      | 5133 – 5134             |
| Hindukalendere       |                         |
| - Vikram Samvat      | 1428 – 1429             |
| - Shaka Samvat       | 1295 – 1296             |
| - Kali Yuga          | 4474 – 4475             |
| Iransk kalender      | 751 – 752               |
| Islamisk kalender    | 774 – 776               |

Konge i Danmark: Valdemar 4. Atterdag 1340 – 1375
Se også 1373 (tal)

## Født
- 1373 - Edward af Norwich, 2. hertug af York, engelsk kongelig (død 1415).

## Dødsfald
- Birgitta af Vadstena, svensk adelskvinde (født 1303).